# Czał-Kieżyg
Czał-Kieżyg (ros. Чал-Кежиг) – wieś w Rosji, w Tuwie, w kożuunie czedi-cholskim. W 2010 liczyła 308 mieszkańców.